# Campeonato NORCECA de Voleibol Femenino Sub-20 de 2014
La IX edición del Campeonato NORCECA de Voleibol Femenino Sub-20 de 2012 se llevó a cabo en Guatemala del 08 al 13 de julio. Los equipos nacionales compitieron por dos cupos para el Campeonato Mundial de Voleibol Femenino Sub-20 de 2015 a realizarse en Chipre.

## Equipos participantes
| Grupo A                             | Grupo B                        | Grupo C                           |
| ----------------------------------- | ------------------------------ | --------------------------------- |
| Cuba República Dominicana Nicaragua | Martinica Guatemala Costa Rica | Santa Lucía México Estados Unidos |

## Formato de la competición
Partido ganó 3-0: 5 puntos para el ganador, 0 puntos para el perdedor

Partido ganó 3-1: 4 puntos para el ganador, 1 puntos para el perdedor

Partido ganó 3-2: 3 puntos para el ganador, 2 puntos para el perdedor

En caso de empate, los equipos se clasificaron de acuerdo a los siguientes criterios:

señala puntos y sets

## Primera fase
|  | Clasificados a semifinales      |
|  | Clasificados a cuartos de final |

### Grupo A
|     |                      |     | Partidos | Partidos | Partidos | Sets | Sets | Sets  | Puntos | Puntos | Puntos |
| Pos | Equipo               | Pts | PJ       | PG       | PP       | SG   | SP   | Ratio | PG     | PP     | Ratio  |
| --- | -------------------- | --- | -------- | -------- | -------- | ---- | ---- | ----- | ------ | ------ | ------ |
| 1   | Cuba                 | 9   | 2        | 2        | 0        | 6    | 1    | 6.000 | 167    | 110    | 1.518  |
| 2   | República Dominicana | 6   | 2        | 1        | 1        | 4    | 3    | 1.333 | 152    | 112    | 1.357  |
| 3   | Nicaragua            | 0   | 2        | 0        | 2        | 0    | 6    | 0.000 | 53     | 150    | 0.353  |

| Fecha    | Hora  | Partido              | Partido   | Partido              | Set   | Set   | Set   | Set   | Set | Puntuación total | Reporte |
| Fecha    | Hora  |                      | Resultado |                      | 1     | 2     | 3     | 4     | 5   | Puntuación total | Reporte |
| -------- | ----- | -------------------- | --------- | -------------------- | ----- | ----- | ----- | ----- | --- | ---------------- | ------- |
| 08-07-14 | 17:00 | Cuba                 | 3–0       | Nicaragua            | 25–11 | 25–06 | 25–16 |       |     | 75–33            | P2P3    |
| 09-07-14 | 15:00 | Nicaragua            | 0–3       | República Dominicana | 03–25 | 09–25 | 08–25 |       |     | 20–75            | P2P3    |
| 10-07-14 | 15:00 | República Dominicana | 1–3       | Cuba                 | 16–25 | 16–25 | 25–17 | 20–25 |     | 77–92            | P2P3    |

### Grupo B
|     |            |     | Partidos | Partidos | Partidos | Sets | Sets | Sets  | Puntos | Puntos | Puntos |
| Pos | Equipo     | Pts | PJ       | PG       | PP       | SG   | SP   | Ratio | PG     | PP     | Ratio  |
| --- | ---------- | --- | -------- | -------- | -------- | ---- | ---- | ----- | ------ | ------ | ------ |
| 1   | Costa Rica | 8   | 2        | 2        | 0        | 6    | 2    | 3.000 | 183    | 124    | 1.476  |
| 2   | Guatemala  | 7   | 2        | 1        | 1        | 5    | 3    | 1.667 | 170    | 151    | 1.126  |
| 3   | Martinica  | 0   | 2        | 0        | 2        | 0    | 6    | 0.000 | 72     | 150    | 0.480  |

| Fecha    | Hora  | Partido    | Partido   | Partido    | Set   | Set   | Set   | Set   | Set   | Puntuación total | Reporte |
| Fecha    | Hora  |            | Resultado |            | 1     | 2     | 3     | 4     | 5     | Puntuación total | Reporte |
| -------- | ----- | ---------- | --------- | ---------- | ----- | ----- | ----- | ----- | ----- | ---------------- | ------- |
| 08-07-14 | 19:00 | Martinica  | 0–3       | Guatemala  | 14–25 | 12–25 | 17–25 |       |       | 43–75            | P2P3    |
| 09-07-14 | 17:00 | Costa Rica | 3–0       | Martinica  | 25–12 | 25–12 | 25–05 |       |       | 75–29            | P2P3    |
| 10-07-14 | 19:00 | Guatemala  | 2–3       | Costa Rica | 17–25 | 20–25 | 25–22 | 25–21 | 08–15 | 95–108           | P2P3    |

### Grupo C
|     |                |     | Partidos | Partidos | Partidos | Sets | Sets | Sets  | Puntos | Puntos | Puntos |
| Pos | Equipo         | Pts | PJ       | PG       | PP       | SG   | SP   | Ratio | PG     | PP     | Ratio  |
| --- | -------------- | --- | -------- | -------- | -------- | ---- | ---- | ----- | ------ | ------ | ------ |
| 1   | Estados Unidos | 10  | 2        | 2        | 0        | 6    | 0    | MAX   | 150    | 56     | 2.679  |
| 2   | México         | 5   | 2        | 1        | 1        | 3    | 3    | 1.000 | 119    | 108    | 1.102  |
| 3   | Santa Lucía    | 0   | 2        | 0        | 2        | 0    | 6    | 0.000 | 45     | 150    | 0.300  |

| Fecha    | Hora  | Partido        | Partido   | Partido        | Set   | Set   | Set   | Set | Set | Puntuación total | Reporte |
| Fecha    | Hora  |                | Resultado |                | 1     | 2     | 3     | 4   | 5   | Puntuación total | Reporte |
| -------- | ----- | -------------- | --------- | -------------- | ----- | ----- | ----- | --- | --- | ---------------- | ------- |
| 08-07-14 | 15:00 | Santa Lucía    | 0–3       | México         | 07–25 | 18–25 | 08–25 |     |     | 33–75            | P2P3    |
| 09-07-14 | 19:00 | Estados Unidos | 3–0       | Santa Lucía    | 25–05 | 25–04 | 25–03 |     |     | 75–12            | P2P3    |
| 10-07-14 | 17:00 | México         | 0–3       | Estados Unidos | 05–25 | 21–25 | 18–25 |     |     | 44–75            | P2P3    |

## Fase final
- Sede:  Gimnasio Teodoro Palacio Flores, Ciudad de Guatemala, Guatemala.

|  | Cuartos de final                  | Cuartos de final |                                   |                        | Semifinales                       | Semifinales |  |  | Final                             | Final |
|  |                                   |                  |                                   |                        |                                   |             |  |  |                                   |       |
|  |                                   |                  |                                   |                        |                                   |             |  |  |                                   |       |
|  |                                   |                  |                                   |                        |                                   |             |  |  |                                   |       |
|  | Estados Unidos                    |                  |                                   |                        |                                   |             |  |  |                                   |       |
|  | 12 de julio – Ciudad de Guatemala |                  |                                   |                        |                                   |             |  |  |                                   |       |
|  | Directo a Semifinales             |                  |                                   |                        |                                   |             |  |  |                                   |       |
|  | Estados Unidos                    | 3                |                                   |                        |                                   |             |  |  |                                   |       |
|  | Estados Unidos                    | 3                | 11 de julio – Ciudad de Guatemala |                        |                                   |             |  |  |                                   |       |
|  |                                   | Rep. Dominicana  | 0                                 |                        |                                   |             |  |  |                                   |       |
|  | Guatemala                         | Rep. Dominicana  | 0                                 | 0                      |                                   |             |  |  |                                   |       |
|  | Guatemala                         |                  | 13 de julio – Ciudad de Guatemala | 0                      |                                   |             |  |  |                                   |       |
|  | Rep. Dominicana                   | 3                |                                   |                        |                                   |             |  |  |                                   |       |
|  | Rep. Dominicana                   | 3                | Estados Unidos                    | 3                      |                                   |             |  |  |                                   |       |
|  |                                   |                  | Estados Unidos                    | 3                      |                                   |             |  |  |                                   |       |
|  |                                   | Cuba             | 0                                 |                        |                                   |             |  |  |                                   |       |
|  | Cuba                              | Cuba             | 0                                 |                        |                                   |             |  |  |                                   |       |
|  | 12 de julio – Ciudad de Guatemala |                  |                                   |                        |                                   |             |  |  |                                   |       |
|  | Directo a Semifinales             |                  |                                   |                        |                                   |             |  |  |                                   |       |
|  | Cuba                              | 3                | Tercer y cuarto puesto            | Tercer y cuarto puesto |                                   |             |  |  |                                   |       |
|  | Cuba                              | 3                | Tercer y cuarto puesto            | Tercer y cuarto puesto | 11 de julio – Ciudad de Guatemala |             |  |  |                                   |       |
|  |                                   | México           | 1                                 |                        |                                   |             |  |  |                                   |       |
|  | Costa Rica                        | México           | 1                                 | 0                      | Rep. Dominicana                   | 3           |  |  |                                   |       |
|  | Costa Rica                        |                  |                                   | 0                      | Rep. Dominicana                   | 3           |  |  |                                   |       |
|  | México                            | 3                |                                   | México                 | 0                                 |             |  |  |                                   |       |
|  | México                            | 3                |                                   |                        | 0                                 |             |  |  |                                   |       |
|  |                                   |                  |                                   |                        |                                   |             |  |  | 13 de julio – Ciudad de Guatemala |       |
|  |                                   |                  |                                   |                        |                                   |             |  |  |                                   |       |

### Clasificación 9°
| Fecha    | Hora  | Partido   | Partido   | Partido     | Set   | Set   | Set   | Set | Set | Puntuación total | Reporte |
| Fecha    | Hora  |           | Resultado |             | 1     | 2     | 3     | 4   | 5   | Puntuación total | Reporte |
| -------- | ----- | --------- | --------- | ----------- | ----- | ----- | ----- | --- | --- | ---------------- | ------- |
| 11-07-14 | 15:00 | Nicaragua | 3–0       | Santa Lucía | 25–19 | 25–20 | 25–21 |     |     | 75–61            | P2P3    |

### Cuartos de final
| Fecha    | Hora  | Partido    | Partido   | Partido              | Set   | Set   | Set   | Set | Set | Puntuación total | Reporte |
| Fecha    | Hora  |            | Resultado |                      | 1     | 2     | 3     | 4   | 5   | Puntuación total | Reporte |
| -------- | ----- | ---------- | --------- | -------------------- | ----- | ----- | ----- | --- | --- | ---------------- | ------- |
| 11-07-14 | 17:00 | Guatemala  | 0–3       | República Dominicana | 04–25 | 04–25 | 02–25 |     |     | 10–75            | P2P3    |
| 11-07-14 | 19:00 | Costa Rica | 0–3       | México               | 10–25 | 12–25 | 16–25 |     |     | 38–75            | P2P3    |

### Clasificación 7-8°
| Fecha    | Hora  | Partido   | Partido   | Partido   | Set   | Set   | Set   | Set | Set | Puntuación total | Reporte |
| Fecha    | Hora  |           | Resultado |           | 1     | 2     | 3     | 4   | 5   | Puntuación total | Reporte |
| -------- | ----- | --------- | --------- | --------- | ----- | ----- | ----- | --- | --- | ---------------- | ------- |
| 12-07-14 | 15:00 | Martinica | 0–3       | Nicaragua | 22–25 | 18–25 | 23–25 |     |     | 63–75            | P2P3    |

### Semifinales
| Fecha    | Hora  | Partido        | Partido   | Partido              | Set   | Set   | Set   | Set   | Set | Puntuación total | Reporte |
| Fecha    | Hora  |                | Resultado |                      | 1     | 2     | 3     | 4     | 5   | Puntuación total | Reporte |
| -------- | ----- | -------------- | --------- | -------------------- | ----- | ----- | ----- | ----- | --- | ---------------- | ------- |
| 12-07-14 | 17:00 | Cuba           | 3–1       | México               | 25–23 | 14–25 | 25–22 | 25–20 |     | 89–90            | P2P3    |
| 12-07-14 | 19:00 | Estados Unidos | 3–0       | República Dominicana | 25–16 | 25–20 | 25–18 |       |     | 75–54            | P2P3    |

### Clasificación 5-6°
| Fecha    | Hora  | Partido   | Partido   | Partido    | Set   | Set   | Set   | Set   | Set | Puntuación total | Reporte |
| Fecha    | Hora  |           | Resultado |            | 1     | 2     | 3     | 4     | 5   | Puntuación total | Reporte |
| -------- | ----- | --------- | --------- | ---------- | ----- | ----- | ----- | ----- | --- | ---------------- | ------- |
| 13-07-14 | 15:00 | Guatemala | 1–3       | Costa Rica | 17–25 | 25–21 | 09–25 | 15–25 |     | 66–96            | P2P3    |

### Clasificación 3-4°
| Fecha    | Hora  | Partido | Partido   | Partido              | Set   | Set   | Set   | Set | Set | Puntuación total | Reporte |
| Fecha    | Hora  |         | Resultado |                      | 1     | 2     | 3     | 4   | 5   | Puntuación total | Reporte |
| -------- | ----- | ------- | --------- | -------------------- | ----- | ----- | ----- | --- | --- | ---------------- | ------- |
| 13-07-14 | 17:00 | México  | 0–3       | República Dominicana | 17–25 | 16–25 | 19–25 |     |     | 52–75            | P2P3    |

### Clasificación 1-2°
| Fecha    | Hora  | Partido | Partido   | Partido        | Set   | Set   | Set   | Set | Set | Puntuación total | Reporte |
| Fecha    | Hora  |         | Resultado |                | 1     | 2     | 3     | 4   | 5   | Puntuación total | Reporte |
| -------- | ----- | ------- | --------- | -------------- | ----- | ----- | ----- | --- | --- | ---------------- | ------- |
| 13-07-14 | 19:00 | Cuba    | 0–3       | Estados Unidos | 15–25 | 22–25 | 16–25 |     |     | 53–75            | P2P3    |

## Clasificación final
– Clasificado al Campeonato Mundial de Voleibol Femenino Sub-20 de 2015
| Pos | Equipo               |
| --- | -------------------- |
| 1   | Estados Unidos       |
| 2   | Cuba                 |
| 3   | República Dominicana |
| 4   | México               |
| 5   | Costa Rica           |
| 6   | Guatemala            |
| 7   | Nicaragua            |
| 8   | Martinica            |
| 9   | Santa Lucía          |

## Equipo Estrella
| - Most Valuable Player - Rhamat Alhassan (USA) - Mejor Punta - Courtney Schwan (USA) - Diaris Pérez (CUB) - Mejor Opuesta - Gaila González (DOM) | - Mejor Armadora - Jordyn Poulter (USA) - Mejor Central - Rhamat Alhassan (USA) - Patricia Valle (MEX) - Mejor Líbero - Dayessi Luis (CUB) |

### Mejores Jugadoras
| - Mejor Anotadora - Melissa Vargas (CUB) - Mejor Atacante - Courtney Schwan (USA) - Mejor Bloqueador - Rhamat Alhassan (USA) - Mejor Sacadora - Melissa Vargas (CUB) | - Mejor Defensa - Molly Sauer (USA) - Mejor Armadora - Jordyn Poulter (USA) - Mejor Recepción - Molly Sauer (USA) |

| Predecesor: Nicaragua 2012 | Campeonato NORCECA de Voleibol Femenino Sub-20 Guatemala 2014 | Sucesor: No se ha anunciado |